# Аккуаканіна
Аккуаканіна (італ. Acquacanina) — муніципалітет в Італії, у регіоні Марке,  провінція Мачерата.
Аккуаканіна розташована на відстані близько 140 км на північний схід від Рима, 75 км на південний захід від Анкони, 38 км на південний захід від Мачерати.
Населення — 119 осіб (2014).
Щорічний фестиваль відбувається 8 травня. Покровитель — святий Архангел Михаїл.

## Демографія
Населення за роками:

Станом на 31 грудня 2014 року в муніципалітеті офіційно проживали 2 іноземці з 2 країн, серед них 1 громадянин України.

## Сусідні муніципалітети
- Болоньйола
- Ф'ястра
- Фйордімонте
- Сан-Джинезіо
- Сарнано
- Уссіта
- Віссо